# Canthon monilifer
Canthon monilifer är en skalbaggsart som beskrevs av Blanchard 1846. Canthon monilifer ingår i släktet Canthon och familjen bladhorningar. Inga underarter finns listade.